# Brandkatastrophe von Asunción

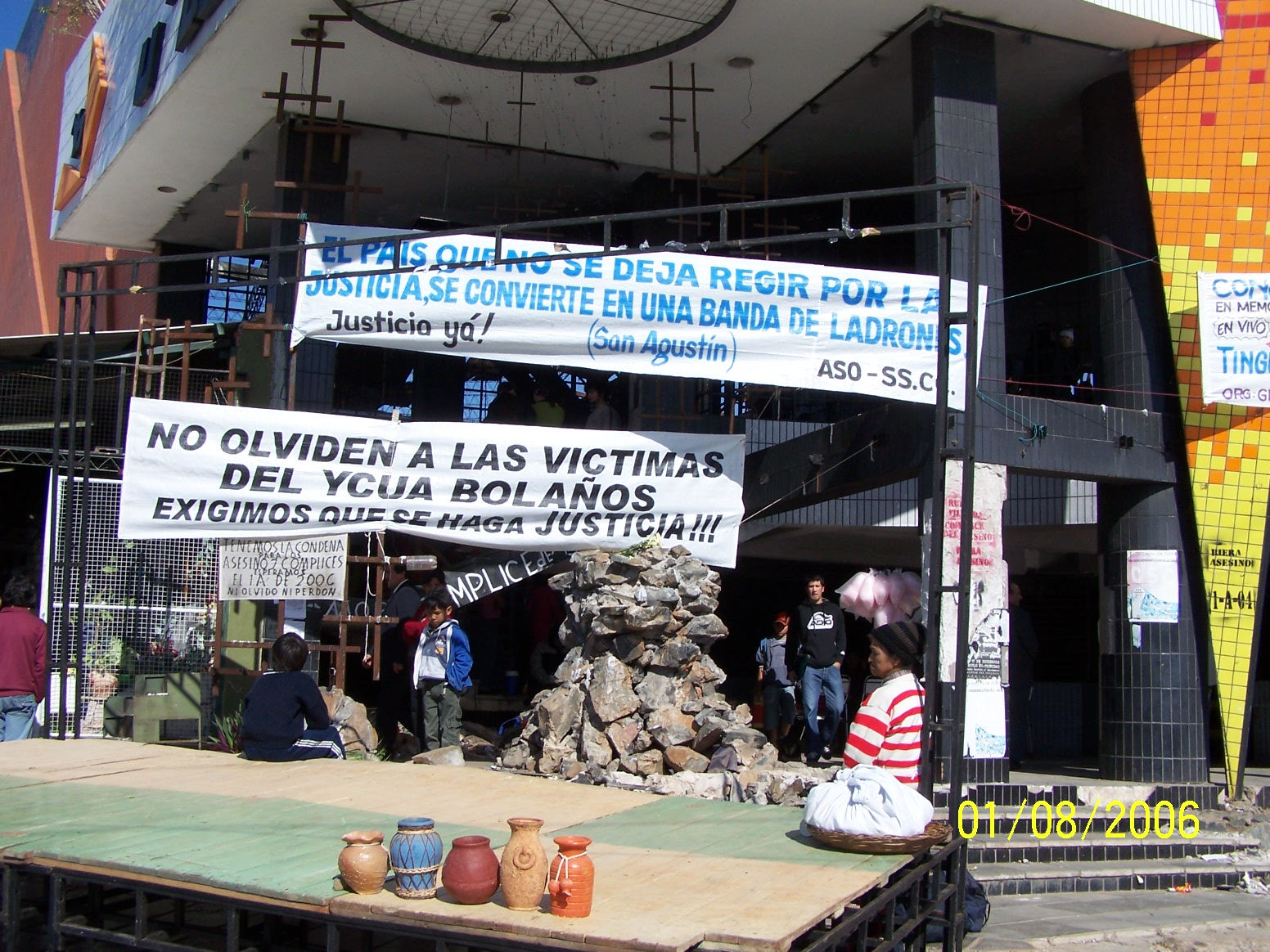
Gedenkveranstaltung vor dem Haupteingang des Supermarkts zum zweiten Jahrestag des Unglücks mit Forderungen nach Bestrafung der Schuldigen

Bei der Brandkatastrophe von Asunción in Paraguay am 1. August 2004 kamen 396 Menschen ums Leben, über 500 weitere wurden teils schwer verletzt. Das Unglück ereignete sich, als in dem  Einkaufszentrum Ycuá Bolaños ein Feuer ausbrach und zahlreiche Kunden und Mitarbeiter im Gebäude eingeschlossen blieben.

## Hergang des Unglücks
Der im Asuncioner Distrikt Trinidad gelegene Supermarkt mit angeschlossenem Gastronomiebereich war im Jahre 2001 eröffnet worden. Das Gebäude verfügte über eine Geschäftsfläche von rund 12.000 Quadratmetern sowie über eine darunterliegende Garage mit 350 Stellplätzen.
Am Tag des Unglücks, einem Sonntag, war das Einkaufszentrum sehr stark frequentiert, da viele Kunden kurz zuvor ihren Monatslohn erhalten hatten und an diesem Wochenende in Paraguay der traditionelle Tag der Freundschaft begangen wurde. 
Der Brand brach gegen 11:20 Uhr aus und verbreitete sich über die herabstürzende Zwischendecke rasch über die gesamte Fläche des Supermarktes. 
Nach Zeugenaussagen wurden die Zugangsbereiche des Einkaufszentrums durch das Sicherheitspersonal des Geschäftes nach dem Ausbruch des Brandes verschlossen, um Plünderungen zu verhindern. Dadurch konnten sich zahlreiche Personen nicht mehr über die Ausgänge in Sicherheit bringen, weitere Notausgänge waren nicht verfügbar. Zur Bergung der Verletzten und zur Bekämpfung des Brandes schlug die Feuerwehr Durchgänge durch die Außenwände und die Sicherheitsscheiben des Gebäudes. Das Feuer konnte erst gegen Abend unter Kontrolle gebracht werden.
Durch die große Anzahl an Verletzten und Todesopfern geriet die Notfall- und Gesundheitsinfrastruktur Paraguays an ihre Grenzen. Einsatzkräfte von Berufsfeuerwehren, Freiwilliger Feuerwehr, Polizei, Militär sowie staatlichen und privaten Gesundheitsdiensten waren an der Bergung und Versorgung der Verletzten beteiligt; die Todesopfer wurden zunächst in eine benachbarte Diskothek verbracht.
Im Inneren des Gebäudes wurden Brandtemperaturen von bis zu über 1.000 °C erreicht. Bei vielen Opfern gilt die direkte Brandeinwirkung als Todesursache, bei anderen wurde der Tod durch Ersticken beziehungsweise Vergiftung durch das Einatmen toxischer Gase festgestellt. Viele der Überlebenden hatten sich in Bädern und Kühlkammern in Sicherheit gebracht.
Das Unglück ging als die schwerste Katastrophe zu Friedenszeiten in die Geschichte Paraguays ein.

## Ursache des Brandes
Untersuchungen ergaben, dass der Brand durch ein fehlerhaft installiertes und unzureichend gewartetes Entlüftungsrohr im Bereich der Restaurantküche ausgelöst worden war. Durch eine Biegung im Rohr konnten sich verstärkte Ablagerungen aus Ruß und Fetten bilden, die schließlich durch einen hochfliegenden Funken des Herdfeuers entzündet wurden. Als die Lötnaht schmolz, stürzte ein Rohrstück auf die Zwischendecke und löste zunächst einen Schwelbrand aus, der sich auf der Oberseite der Zwischendecke über die gesamte Gebäudefläche ausdehnte. 
Als Teile dieser Decke herabstürzten, wurde durch die Sauerstoffzufuhr ein flächenhafter Vollbrand entfacht, welcher sich rasch auf die Verkaufsfläche ausdehnte. Verstärkt wurde der Brand durch mehrere in der Restaurantküche explodierende Gasflaschen.

## Folgen
Am Tag der Katastrophe ordnete Präsident Nicanor Duarte Frutos eine dreitägige Staatstrauer an.
Das Unglück löste intensive Diskussionen über die Sicherheit öffentlich zugänglicher Gebäude in Paraguay aus, welche bis zu diesem Zeitpunkt häufig eher nachlässig gehandhabt worden war. Auf Anordnung der Stadtverwaltung von Asunción und anderen Städten mussten zahlreiche Einkaufszentren und andere Einrichtungen sicherheitstechnisch nachgerüstet werden. 
Als besonders gravierend wurde betrachtet, dass die eigentlich als Rettungsweg vorgesehenen Zugangsbereiche verschlossen waren, wodurch es erst zu der hohen Zahl an Todesopfern und Verletzten kam. In der Folge wurden das dafür verantwortlich gemachte Sicherheitspersonal sowie die Betreiber des Einkaufszentrums zu mehrjährigen Haftstrafen verurteilt. Weitere, jedoch kürzere Haftstrafen wurden über für die baurechtliche Zulassung zuständigen Mitarbeiter der Stadtverwaltung von Asunción sowie über den Architekten des Gebäudes verhängt.
Zum 13. Jahrestag des Unglücks begann am 1. August 2017 auf dem Grundstück des ehemaligen Einkaufszentrums der Bau einer als Kultur- und Begegnungszentrum konzipierten Gedenkstätte. Die Fertigstellung der Einrichtung war für Ende 2019 erwartet. Nach einem Architekturwettbewerb 2016 wurden die Gedenkstätte und das Kulturzentrum „1A Ycuá Bolaños“ nach einem Entwurf des Büros -=+x von Francisco Tomboly und Sonia Carsimo inzwischen realisiert.